# 101ª Brigata per la protezione dello stato maggiore "Colonnello generale Hennadij Vorobjov"
La 101ª Brigata autonoma per la protezione dello stato maggiore "Colonnello generale Hennadij Vorobjov" (in ucraino 101-ша окрема бригада охорони Генерального Штабу імені генерал-полковника Геннадія Воробйова?, 101-ša okrema bryhada ochorony Heneral'noho Štabu imeni heneral-polkovnyka Hennadija Vorobjova, unità militare A0139) è un'unità di fanteria meccanizzata, con il compito di fornire protezione al quartier generale delle Forze armate dell'Ucraina. Si tratta dell'unica brigata ucraina a non appartenere a nessuna forza armata nello specifico.

## Storia
Le origini della brigata risalgono al 368º Battaglione di protezione e servizio, guarnigione del quartier generale del Distretto militare di Kiev al tempo dell'Unione Sovietica. Il 10 marzo 1992, in seguito alla dissoluzione dell'URSS, a partire da questo battaglione venne costituita la 101ª Brigata, inizialmente formata da un battaglione di protezione, uno motorizzato e uno di comando e controllo. Nel 1995 vennero implementati altri due battaglioni di protezione, rispettivamente il 7 giugno e l'11 settembre. La brigata prese parte alle esercitazioni "Forpost-2002", "East-West", "Reaction-2005", "Artery-2007", "Clean Sky", "Decisive Action-2008", "Interaction-2010" e "Adequate Response-2011".
A partire dal 3 agosto 2014 l'unità prese parte al conflitto in Donbass, difendendo la città di Debal'ceve. Scortò oltre 300 convogli e partecipò a dieci operazioni di estrazione dell'intelligence entro il febbraio 2015. Durante i combattimenti 11 militari persero la vita e altri 49 rimasero feriti, mentre 18 soldati vennero insigniti dell'Ordine di Bogdan Chmel'nyc'kyj o dell'Ordine per il Coraggio. In occasione del 30º anniversario dell'indipendenza dell'Ucraina, nell'agosto 2021 il Presidente Volodymyr Zelens'kyj ha intitolato la brigata al recentemente deceduto primo vicecapo dello stato maggiore dell'Ucraina Hennadij Vorobjov.
Durante l'invasione russa del 2022 l'unità ha partecipato alla battaglia di Kiev, contribuendo a rallentare l'avanzata nemica sulla capitale. In particolare il 26 febbraio ha respinto l'attacco condotto da un'unità di sabotaggio russa presso la propria base. Dopo il fallimento dell'offensiva russa e il conseguente ritiro delle truppe d'occupazione dalla regione di Kiev, la brigata è stata impiegata nell'Ucraina orientale. Fra la fine del 2022 e l'inizio del 2023 elementi dell'unità hanno preso parte alla battaglia di Bachmut. All'inizio di giugno 2024 il 2º Battaglione della brigata è stato impiegato per contrastare l'offensiva russa nella regione di Charkiv, dove ha respinto gli assalti nemici presso il villaggio di Starycja. A settembre il 4º Battaglione è stato schierato a Torec'k per contribuire alla difesa della città. Il 15 marzo 2025 sulla base del battaglione contraereo della brigata è stato costituito il 1027º Reggimento artiglieria missilistica contraerei.

## Struttura
- Comando di brigata[8]
- 1º Battaglione di protezione
- 2º Battaglione di protezione
- 3º Battaglione di protezione
- 4º Battaglione di protezione
- Battaglione artiglieria missilistica contraerei
- Compagnia sistemi senza pilota "Tiglav"
- Compagnia ricognizione "Akademik"
- Compagnia genio
- Compagnia comunicazioni
- Compagnia manutenzione
- Compagnia logistica
- Compagnia medica
- Compagnia comando

## Comandanti
- Colonnello Viktor Jemcev (1992-1996)
- Colonnello Viktor Zavods'kyj (1996)
- Colonnello Leonid Jezernyc'kyj (1996-1997)
- Colonnello Ihor Kovalyk (1997-1999)
- Colonnello Oleksandr Dubljan (1999-2004)
- Colonnello Oleksij Taran (2004-2007)
- Colonnello Oleksij Hajtanžy (2007-2010)
- Colonnello Petro Jakimec' (2010-2012)
- Colonnello Mykola Švec' (2012-2018)
- Colonnello Oleksij Donov (2018-2021)
- Colonnello Oleksandr Vdovyčenko (2021)
- Colonnello Ivan Vojtenko (2021-2022)
- Colonnello Serhij Černec'kyj (2022-in carica)